# Parafia Najświętszego Serca Pana Jezusa w Bronowie
Parafia pod wezwaniem Najświętszego Serca Pana Jezusa w Bronowie – parafia rzymskokatolicka znajdująca się w Bronowie. Należy do dekanatu Czechowice-Dziedzice w diecezji bielsko-żywieckiej. Erygowana w 1900 roku, wyodrębniła się z parafii Narodzenia św. Jana Chrzciciela w Rudzicy.
Do końca XIX wieku miejscowość Bronów przynależała do parafii w Rudzicy. Zamysł zbudowania własnego kościoła w Bronowie nabrał na sile w latach 1870-1871, odtąd czynione były zabiegi o pozwolenia i zbiórki pieniędzy. Kamień węgielny pod budowę poświęcono w marcu 1874 i jeszcze w tym samym roku poświęcono gotową wieżę z zawieszonymi w niej trzema dzwonami. Cały kościół poświęcił w czerwcu 1877 ks. Franciszek Śniegoń, Wikariusz Generalny z Cieszyna. Aby ułatwić powstanie samodzielnej parafii po roku 1885 wybudowano probostwo. Dekret erekcyjny wydano 12 maja 1900 roku w Generalnym Wikariacie w Cieszynie. Pierwszym proboszczem został ks. A. Figwera (1900-1907), po nim funkcję tę objął ks. Jan Kunz (1908-1936).